# Ischirozaur
Ischirozaur (Ischyrosaurus manseli) – zauropod z rodziny brachiozaurów (Brachiosauridae).
Żył w epoce późnej jury (ok. 154-151 mln lat temu) na terenach obecnej Europy. Długość ciała ok. 25 m, wysokość ok. 6 m, masa ok. 35 t. Jego szczątki znaleziono w Anglii (w hrabstwie Dorset).
Opisany na podstawie kości ramieniowych. Dyskutowano, czy ischirozaur nie jest synonimem pelorozaura, jednak ten ostatni żył kilkadziesiąt milionów lat później, we wczesnej kredzie.